# Північне Бутово
Північне Бутово (рос. Северное Бутово) — район міста Москви, що розташований у Південно-Західному адміністративному окрузі, на південь від Московської кільцевої автодороги. Району відповідає однойменне внутрішньоміське муніципальне утворення. Північне Бутово — спальний район. Відсутність великих промислових підприємств, близькість лісового масиву (Бітцевський парк) сприяють збереженню сприятливої екологічного стану, що робить Північне Бутово одним з найбільш екологічно чистих районів міста Москви. Сучасний, московський район що динамічно розвивається, з добре розвиненою соціальною інфраструктурою, де функціонують кілька великих торгових центрів.

## Показники району
За даними на 2010 рік площа району становить 913,38 га. Населення району за перепису 2010 року — 87 638 осіб . Щільність населення — 9594,9 чол./км ², площа житлового фонду — 1751 тис. м ² (2010 рік).

## Походження назви
Після перемоги під Полтавою московський цар Петро I, бажаючи нагородити за відвагу і мужність генерала Бутова, віддав йому в маєток ці землі зі словами: «Раз ти Бутов, ось тобі і урочище Бутово під Москвою».[джерело?]

## Світлини

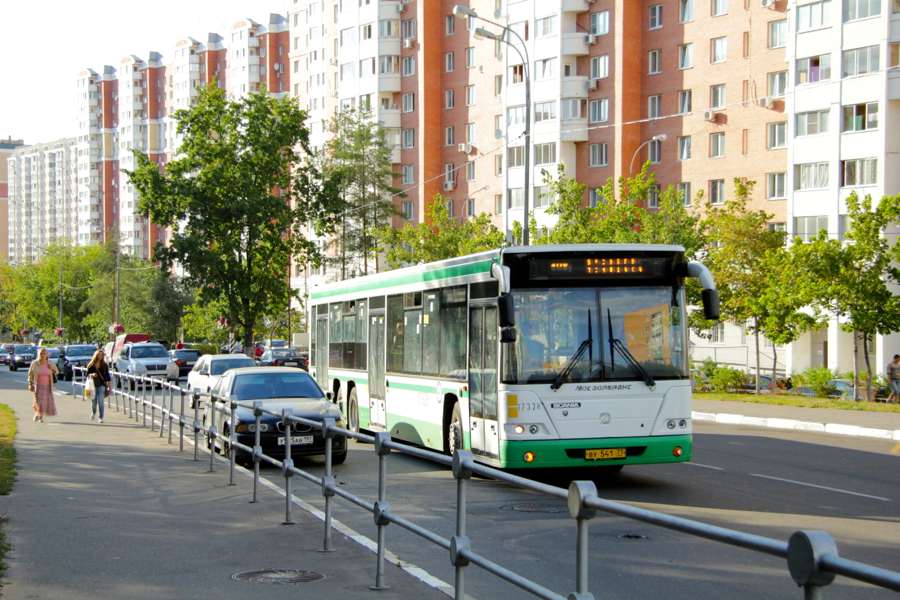
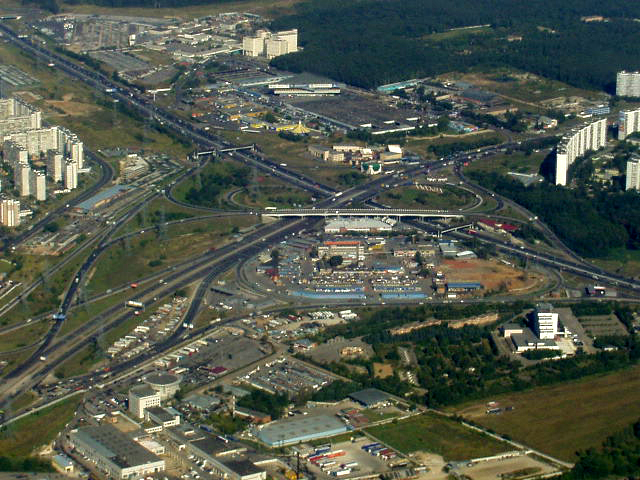
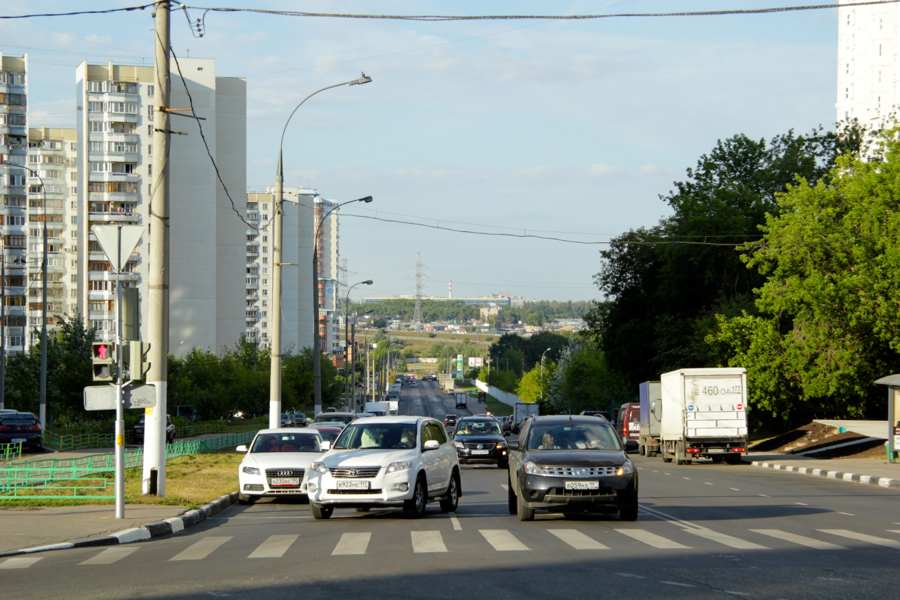
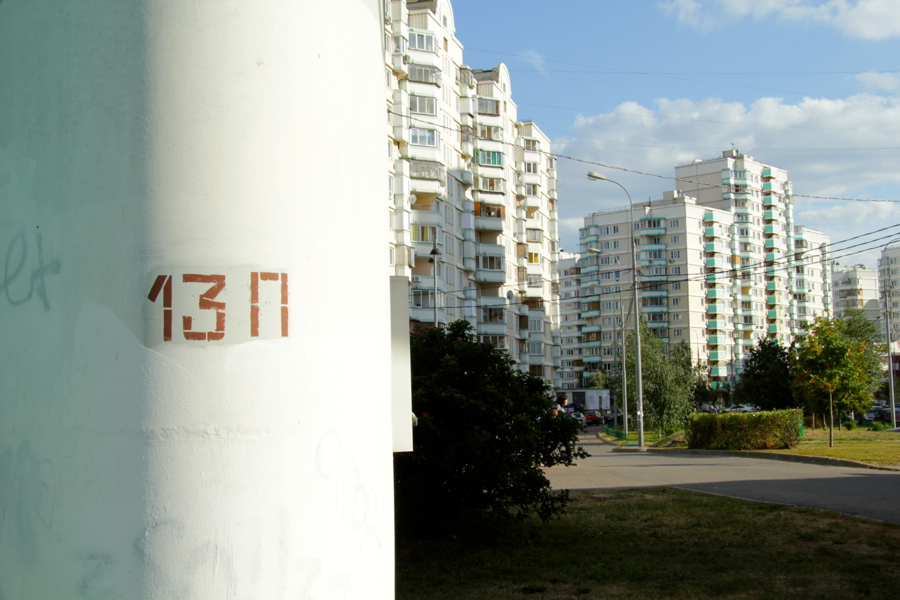
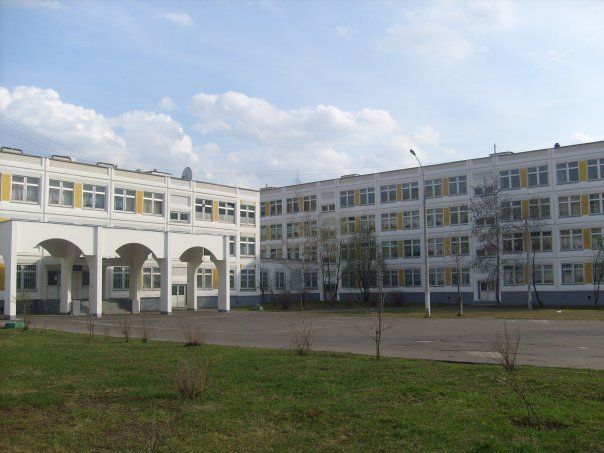
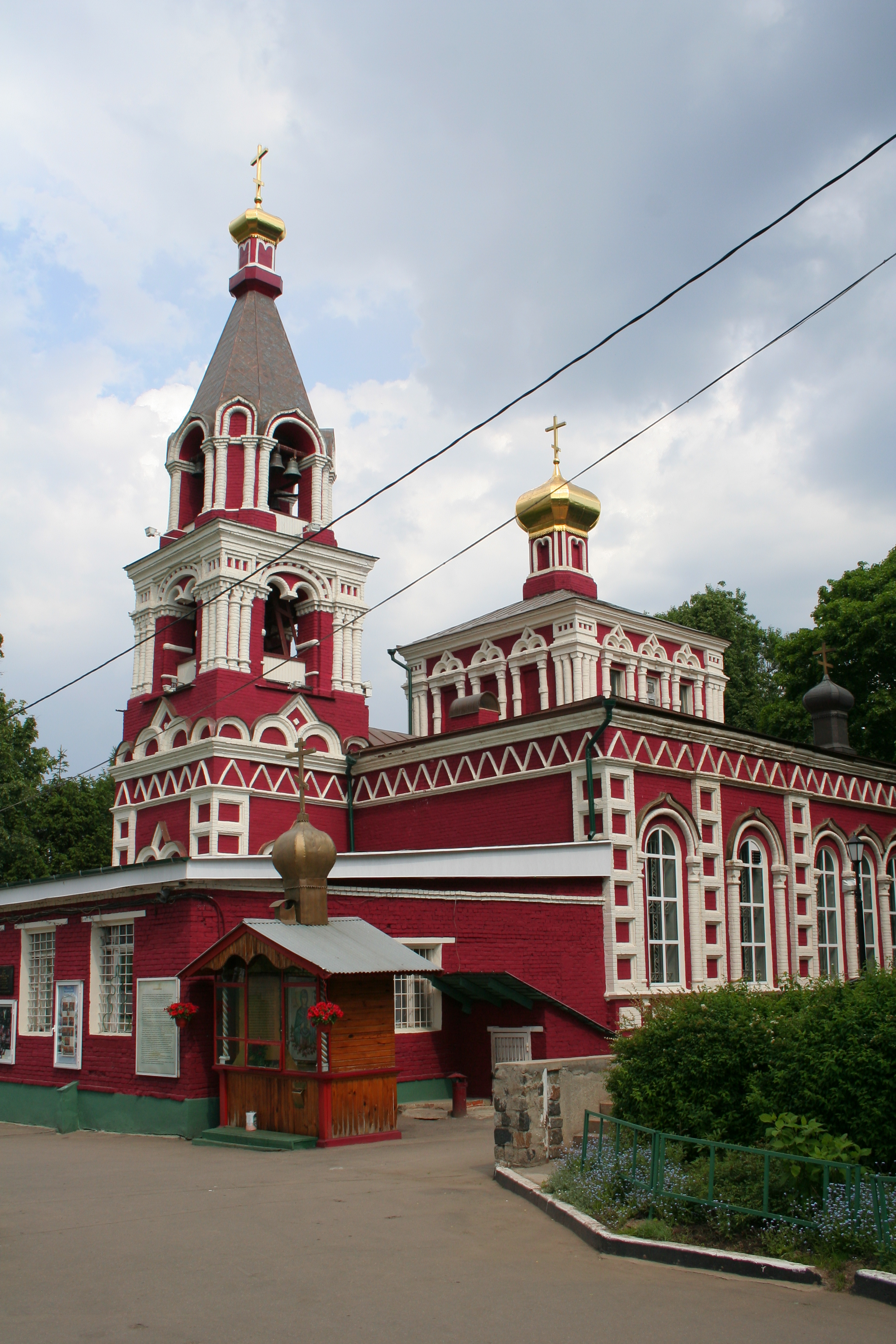

## Релігія
У районі є один діючий православний храм — храм великомучениці Параскеви П'ятниці в Качалові, що входить до складу Андріївського благочиння Московської міської єпархії Російської православної церкви. Храм знаходиться за адресою: Старокачаловська вулиця, 8, к.1, настоятель храму — протоієрей Анатолій Кожа.